# Terremoto del Valle de Mexicali de 2009
El Terremoto del Valle de Mexicali del 2009, fue un seísmo ocurrido a las 18:48:57 hora local (UTC-8), del miércoles 30 de diciembre del 2009, que alcanzó una magnitud de 5,8 {\displaystyle M_{\mathrm {w} }}. Según el Servicio Geológico de Estados Unidos, el epicentro del seísmo se registró a 899 metros al noroeste de Batáquez, y a 35 km al sur-sureste de Mexicali en el estado mexicano de Baja California.
- Datos: Q41456882